# James Williamson (guitarrista)
James Robert Williamson nació el 29 de octubre de 1949 en Castroville, Texas. Es un guitarrista, compositor y productor, más conocido por haber sido el guitarrista de la banda de rock The Stooges entre 1971 y 1974.

## Historia

### Comienzos
La familia de Williamson se trasladó a Detroit, Míchigan cuando James estaba en el instituto. Formó su primera banda de rock'n'roll, The Chosen Few, con Scott Richardson al año siguiente. Tocaban versiones de canciones de los Rolling Stones y otras bandas conocidas. En una de las varias formaciones de la banda, Ron Asheton ocupó el puesto de bajista, que más tarde formó, como guitarrista, la banda The Stooges junto a su hermano Scott e Iggy Pop.
Tras graduarse en el instituto, Williamson viajó a Nueva York en 1969 donde coincidió con la banda The Stooges, que estaban grabando su álbum de debut.

### The Stooges
A fines de 1970, Williamson acompañó como segunda guitarra a The Stooges y en 1971, se unió a la banda, que en esos momentos afrontaba problemas de cambios de formación, drogas y falta de éxito, lo que llevó a un breve hiato.
David Bowie ofreció al cantante Iggy una oportunidad para grabar en Londres, y finalmente se le unieron los hermanos Asheton, con Ron al bajo (habiendo sido el guitarrista con The Stooges). Williamson coescribió todas las canciones junto a Iggy y tocó todas las guitarras del tercer disco de los Stooges, Raw Power. La forma de tocar de Williamson era más enérgica y atrevida que casi cualquier otro guitarrista contemporáneo, por ello, junto a sus letras creativas, muchas personas le consideran uno de los pioneros del punk.

### Etapa posterior y reunión con The Stooges
Colaboró con Iggy en las sesiones de 1975 para su álbum Kill City (1977), así como trabajo como productor, compositor y músico en el tercer disco en solitario de Iggy New Values (1979) (con Scott Thurston imitando el estilo de Williamson a la guitarra), y realizó tareas de producción en el siguiente álbum de Iggy, Soldier (1980).
Tras estas colaboraciones, Williamson dejó la industria musical durante la década del '80 para convertirse en ingeniero electrónico y trabajar en la industria informática.
En 2009, Williamson fue reincorporado a The Stooges tras la muerte del guitarrista original del grupo Ron Asheton.
- Datos: Q600903